# Lúcio Sérgio Fidenato (tribuno consular em 397 a.C.)
Lúcio Sérgio Fidenato (em latim: Lucius Sergius Fidenas) foi um político da gente Sérgios nos primeiros anos da República Romana eleito tribuno consular em 397 a.C.. 

## Tribunato consular (397 a.C.)
Em 397 a.C., foi eleito com Lúcio Fúrio Medulino, Aulo Postúmio Albino Regilense, Lúcio Júlio Julo, Públio Cornélio Maluginense e Aulo Mânlio Vulsão Capitolino. Os romanos continuavam o cerco de Veios, suportando também um ataque dos volscos à guarnição de Anxur (Terracina), e dos équos à colônia de Labico.
Neste difícil contexto é que aparecem os raides dos tarquínios, que queriam se aproveitar da difícil situação pela qual passava Roma sem sofrerem represálias, que, ao invés disso, foram organizadas por Aulo Postúmio e Lúcio Júlio, que surpreenderam os invasores em Cerveteri (Cere), o que permitiu que Roma diminuísse ainda mais os aliados dos etruscos. Juntamente com seu colega Lúcio Júlio Julo, Aulo Postúmio reuniu um exército de voluntários, pois os tribunos da plebe se opunham a um alistamento geral. Conseguiram uma unidade de tarquínios que regressavam para casa depois de saquear o território romano.
Os embaixadores enviados para interrogar o Oráculo de Delfos sobre o aumento do nível das águas do Lago Albano, perto de Alba Longa, retornaram com a seguinte resposta:
| “ | Ó romanos! Não deixem que as águas continuem no lago Albano ou que siga até o mar pelo seus canais normais. Deveis drenar os campos e dividi-las em rios menores. Isto feito, ataque com força e coragem os muros inimigos, lembrando que do destino revelado a vós hoje será lhes será concedida a vitória sobre a cidade assediada por tantos anos. Uma vez concluída a guerra como vencedores, tragam ao meu templo uma rica doação, e os ritos da pátria, que foram negligenciados, renovai-os e repeti-os segundo as tradições do passado | ” |
|   | — Lívio, Ab Urbe Condita V, 2, 16.. |   |

O remédio para resolver a questão dos ritos negligenciados incluiu a renúncia dos tribunos pelo resto de seu mandato, aos quais se seguiram três interrexes antes da eleição dos novos tribunos consulares.